# Arnar Sinus
L'Arnar Sinus è una struttura geologica della superficie di Titano.